# 화이인구 (화이안시)
화이인구(한국어: 회음구, 중국어: 淮阴区, 병음: Huáiyīn Qū)는 중화인민공화국 장쑤성 화이안 시의 현급 행정구역이다. 넓이는 1264km2이고, 인구는 2007년 기준으로 890,000명이다.

## 행정 구역
14개 진, 7개 향을 관할한다.
- 진: 王营镇, 赵集镇, 吴城镇, 南陈集镇, 码头镇, 王兴镇, 棉花庄镇, 丁集镇, 五里镇, 徐溜镇, 渔沟镇, 吴集镇, 西宋集镇, 三树镇.
- 향: 韩桥乡, 新渡乡, 老张集乡, 凌桥乡, 袁集乡, 刘老庄乡, 古寨乡.